# Clarent
Clarent – ceremonialny miecz króla Artura. Występuje jedynie w średnioangielskim poemacie Morte Arthure.
Clarent był własnością Frolla, i został zdobyty przez Artura podczas kampanii galijskiej. Król przechowywał go w skarbcu w Wallingford, pod opieką Ginewry. Ginewra zdradziła miejsce przechowywania miecza Mordredowi, który w toku swej rebelii splądrował skarbiec i zabrał miecz. Uzbrojony w Clarenta Mordred staje się niemal niezwyciężony; dzierży go aż do pojedynku z Arturem, w którym zadaje królowi śmiertelną ranę, lecz sam również ginie.
W Morte Arthure Clarent – broń wykorzystywana do pasowania rycerzy i wymierzania sprawiedliwości – symbolizuje władzę duchową (w odróżnieniu od Excalibura, symbolizującego władzę doczesną). W rękach Mordreda, jako jeden z klejnotów koronnych, staje się alternatywnym symbolem władzy królewskiej, wyzwaniem dla dotychczasowego suwerena.
Nazwa "Clarent" mogła zostać przez autora Morte Arthure zaczerpnięta z cyklu Lancelot-Graal, w którym "Clarence" to okrzyk bojowy Owaina.